# Thomasomys hudsoni
Thomasomys hudsoni är en gnagare i släktet paramoråttor som förekommer i södra Ecuador.
Thomasomys hudsoni når en kroppslängd (huvud och bål) av 80 till 93 mm och en svanslängd av 110 till 120 mm. Viktuppgifter saknas. Den har 17 till 26 mm långa bakfötter och 10 till 18 mm stora öron. Ovansidans långa, mjuka och gråbruna päls är mörkast på ryggens topp. Det finns ingen tydlig gräns mot den gråa undersidan som har inslag av ljusbrunt. Den smala svansen har en brun färg och den bär korta hår.
Utbredningsområdet ligger i provinsen Azuay i Anderna. Arten lever i regioner som ligger vid cirka 3100 meter över havet. Denna gnagare vistas på bergsängar och i buskskogar i närheten av trädgränsen. Individerna är nattaktiva och de håller till på marken.
Beståndet hotas av landskapsförändringar. Thomasomys hudsoni är allmänt sällsynt och i regionen förekommer inga skyddszoner. IUCN listar arten som sårbar (VU).